# 常吉徳寿

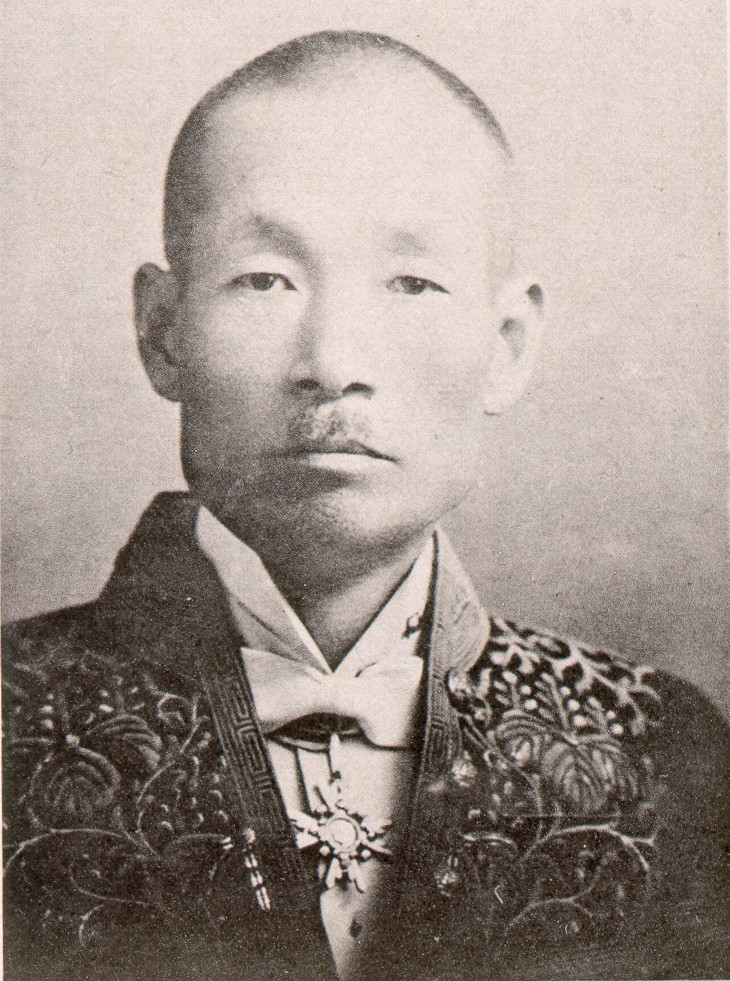
常吉徳寿

常吉 徳寿（つねよし とくじゅ、1879年（明治12年）8月20日 - 1934年（昭和8年）1月6日）は、日本の大蔵官僚。台湾総督府官僚。

## 経歴
佐賀県東松浦郡浜崎村（現唐津市）出身。1904年（明治37年）、東京帝国大学法科大学政治学科を卒業。大蔵省に入り、税務監督官を務めた後、中華民国財政部顧問となった。その後、台湾総督府に転じ、専売局参事、新竹州知事、台中州知事を歴任、1928年（昭和3年）7月に専売局長となった。
1928年8月に退官した後は、自治研究会理事兼主任を務めた。
心臓病で療養中であったところ1934年（昭和8年）1月6日、東京府滝野川区西ヶ原町（現東京都北区西ケ原）の自宅で死去、54歳。
宗教は禅宗。趣味は撞球、短歌、囲碁。四男四女あり。